# 120 martyrs de Chine
Augustin Zhao Rong et ses 119 compagnons
Les 120 martyrs de Chine constituent un groupe de chrétiens victimes de la persécution religieuse à l'encontre des catholiques menée par la Chine, et morts entre 1648 et 1930. Ce groupe, officiellement appelé « saint Augustin Zhao Rong et ses 119 compagnons », est constitué de prêtres, religieux, laïcs et enfants chinois, et de missionnaires européens. Morts in odium fidei, ils ont été canonisés le 1er octobre 2000 par le pape Jean-Paul II, jour de la fête de sainte Thérèse de Lisieux, patronne des missions.

## Contexte historique
Les missions catholiques sont présentes en Chine depuis le XIVe siècle avec les Franciscains. C'est à partir de 1582 que commencent les missions jésuites. Les missionnaires obtiennent des conversions mais progressivement, ils sont soupçonnés d'avoir des intentions cachées et sont désormais considérés comme une secte dangereuse. Au XIXe siècle, notamment avec la première guerre de l'opium, une partie de la société chinoise est méfiante vis-à-vis des missionnaires occidentaux. Au début du XXe siècle, la révolte des Boxers ouvre une nouvelle ère de persécutions contre l'Église catholique.

## Liste des martyrs

### XVIIesiècle
| No. | Nom                            | Date            | Titre                      |
| --- | ------------------------------ | --------------- | -------------------------- |
| 1.  | François Fernández de Capillas | 15 janvier 1648 | Prêtre dominicain espagnol |

Ce dominicain espagnol a été décapité à Fuzhou, victime de la confusion politique qui accuse à cette époque les missionnaires de subversion sociale.

### XVIIIesiècle
| No. | Nom               | Date | Titre                                       |
| --- | ----------------- | ---- | ------------------------------------------- |
| 1.  | Pierre Sanz       | 1748 | Prêtre dominicain espagnol, évêque en Chine |
| 2.  | François Serrano  | 1748 | Prêtre dominicain espagnol                  |
| 3.  | Joachim Royo (en) | 1748 | Prêtre dominicain espagnol                  |
| 4.  | Jean Alcober      | 1748 | Prêtre dominicain espagnol                  |
| 5.  | François Diaz     | 1748 | Prêtre dominicain espagnol                  |

### XIXesiècle

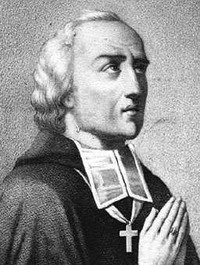
Gabriel-Taurin Dufresse.

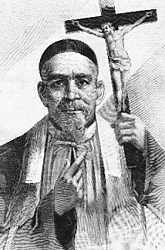
François-Régis Clet.

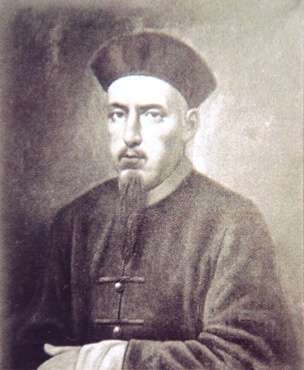
Auguste Chapdelaine.

| No. | Nom                     | Date | Titre |
| --- | ----------------------- | ---- | --- |
| 1.  | Pierre Wu               | 1814 | Catéchiste laïc chinois |
| 2.  | 26 martyrs              | 1814 | Catéchistes et laïcs chinois |
| 3.  | Joseph Zhang Dapeng     | 1815 | Catéchiste laïc chinois |
| 4.  | Gabriel-Taurin Dufresse | 1815 | Prêtre français, évêque de Chengdu |
| 5.  | Augustin Zhao Rong      | 1815 | Prêtre chinois |
| 6.  | Jean de Triora          | 1816 | Prêtre franciscain observant italien |
| 7.  | Joseph Yuan             | 1816 | Prêtre chinois |
| 8.  | Paul Liu Hanzuo         | 1818 | Prêtre chinois |
| 9.  | François-Régis Clet     | 1820 | Prêtre lazariste français |
| 10. | Thaddée Liu             | 1823 | Prêtre chinois |
| 11. | Pierre Liu              | 1834 | Catéchiste laïc chinois |
| 12. | Joachim Ho              | 1839 | Catéchiste laïc chinois |
| 13. | Auguste Chapdelaine     | 1856 | Prêtre des Missions étrangères de Paris, mort du supplice de la cage de fer.                                                                  |
| 14. | Laurent Bai Xiaoman     | 1856 | Laïc chinois |
| 15. | Agnès Tsao Kouying      | 1856 | Laïque chinoise |
| 16. | Martyrs de MaoKou       | 1858 | 3 catéchistes chinois : Agathe Lin Zhao, Jérôme Lu Tingmei, Laurent Wang Bing                                                                 |
| 17. | Martyrs de Quingyanzhen | 1861 | 2 séminaristes chinois et 2 laïcs chinois : Paul Tchen, Joseph Tchang, Jean-Baptiste Lô, Marthe Wang                                          |
| 18. | Martyrs de Kay-tchenou  | 1862 | Un prêtre français, Jean-Pierre Néel, et quatre laïcs chinois : Martin Wu Xuesheng, Jean Zhang Tianshen, Jean Chen Xianheng, Lucie Yi Zhenmei |

### XXesiècle

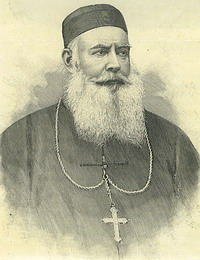
Francesco Fogolla.

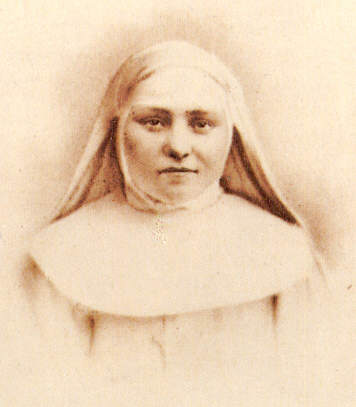
Marie-Amandine de Schakkebroek.

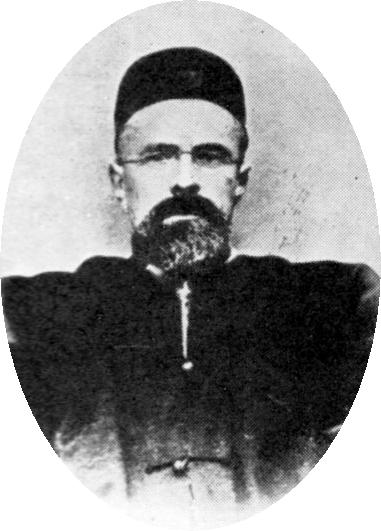
Rémy Isoré.

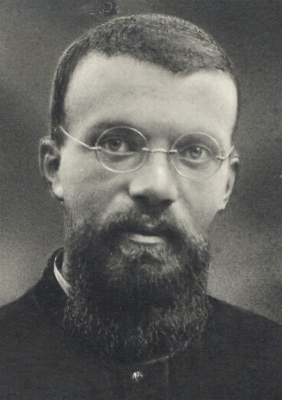
Callisto Caravario.

| No. | Nom                            | Date | Titre                                                                  |
| --- | ------------------------------ | ---- | ---------------------------------------------------------------------- |
| 1.  | Martyrs de Hunan               | 1900 | 75 laïcs chinois                                                       |
| 2.  | Antonin Fantosati              | 1900 | Franciscain italien, évêque                                            |
| 3.  | Joseph Marie Gambaro           | 1900 | Prêtre franciscain italien                                             |
| 4.  | Céside de Fossa                | 1900 | Prêtre franciscain italien                                             |
| 5.  | Martyrs du Shanxi              | 1900 | Laïcs chinois                                                          |
| 6.  | Grégoire Grassi                | 1900 | Évêque franciscain italien                                             |
| 7.  | Francesco Fogolla              | 1900 | Évêque franciscain italien                                             |
| 8.  | Élie Facchini                  | 1900 | Prêtre franciscain italien                                             |
| 9.  | Théodoric Balat                | 1900 | Prêtre franciscain français                                            |
| 10. | André Bauer                    | 1900 | Religieux franciscain français                                         |
| 11. | Marie-Hermine de Jésus         | 1900 | Religieuse franciscaine missionnaire de Marie, française               |
| 12. | Marie de Saint-Just            | 1900 | Religieuse franciscaine missionnaire de Marie, française               |
| 13. | Marie de Sainte Nathalie       | 1900 | Religieuse franciscaine missionnaire de Marie, française               |
| 14. | Marie de la Paix Giuliani      | 1900 | Religieuse franciscaine missionnaire de Marie, italienne               |
| 15. | Marie Claire Nanetti           | 1900 | Religieuse franciscaine missionnaire de Marie, italienne               |
| 16. | Marie-Adolphine                | 1900 | Religieuse franciscaine missionnaire de Marie, hollandaise             |
| 17. | Marie-Amandine de Schakkebroek | 1900 | Religieuse franciscaine missionnaire de Marie, belge                   |
| 18. | Martyrs franciscains           | 1900 | 11 laïcs franciscains et 5 séminaristes franciscains                   |
| 19. | Martyrs du Hebei               | 1900 | 55 laïcs chinois, dont Marie Zhao Guo et ses filles, Barbe Cui Lianzhi |
| 20. | Léon-Ignace Mangin             | 1900 | Prêtre jésuite français                                                |
| 21. | Paul Denn                      | 1900 | Prêtre jésuite français                                                |
| 22. | Rémy Isoré                     | 1900 | Prêtre jésuite français                                                |
| 23. | Modeste Andlauer               | 1900 | Prêtre jésuite français                                                |
| 24. | Albéric Crescitelli            | 1900 | Prêtre des Missions étrangères de Milan                                |
| 25. | Louis Versiglia                | 1930 | Prêtre salésien, évêque italien                                        |
| 26. | Callisto Caravario             | 1930 | Prêtre salésien italien                                                |

## Béatification et canonisation
La béatification des 120 martyrs de Chine a fait l'objet de quatre cérémonies :
- le 27 mai 1900, par Léon XIII, de François Fernández de Capillas et 32 autres martyrs
- le 24 novembre 1946, par Pie XII, béatification de Marie-Amandine de Schakkebroek et vingt-huit compagnons franciscains
- le 17 avril 1955, par Pie XII, béatification de Léon-Ignace Mangin et 55 autres martyrs
- le 15 mai 1983, par Jean-Paul II, béatification de Louis Versiglia et Callisto Caravario.

Les 120 martyrs de Chine sont canonisés le 1er octobre 2000 à Rome, place Saint-Pierre, par le pape Jean-Paul II.
Leur fête liturgique est fixée au 9 juillet. 

### Sources et liens externes
- Agostino Zhao  Rong († 1815) et les compagnons martyrs en Chine († de 1648 à 1930), Vatican
- Canonisation de martyrs de l'Église en Chine, Missions Étrangères de Paris
- Jean Charbonnier, Les 120 martyrs de Chine canonisés le 1er Octobre 2000, vol. Églises d'Asie, Archives des Missions Étrangères de Paris, Paris, 2000, 256 p. (présentation en ligne)